# Mercury Rev
Mercury Rev es un grupo de rock estadounidense, formado a finales de los años 80 en Buffalo, New York. La formación original estaba compuesta por David Baker (cantante), Jonathan Donahue (voces, guitarra), Sean Mackowiak también conocido como "Grasshopper" (guitarras y clarinete), Suzanne Thorpe (flauta), Dave Fridmann (bajo) y Jimy Chambers (batería).

## Trayectoria
En sus primeros discos, Mercury Rev ofrecían un sonido de rock psicodélico experimental, que poco a poco derivó en un sonido más melódico. Mercury Rev son comparados con frecuencia con The Flaming Lips, y de hecho tienen bastantes relaciones: poco después de la formación del grupo, Donahue también se unió a los Flaming Lips como segundo guitarrista y apareció en dos de sus álbumes. Más aún, desde el disco de 1990, In a Priest Driven Ambulance, Dave Fridmann ha coproducido todos los discos en estudio de los Flaming Lips; excepto Transmissions from the Satellite Heart (1993).
Pese a las críticas favorables, los primeros lanzamientos (como el álbum Yerself Is Steam) nunca consiguieron para Mercury Rev más que popularidad a nivel de culto, aún habiendo actuado en la segunda fase de algunos de los conciertos de la gira Lollapalooza de 1993. Baker dejó el grupo después de su segundo disco, Boces (1993), alegando motivos musicales y personales; más tarde grabaría un álbum bajo el nombre de Shady. Con su marcha, la parte más oscura, experimental y menos accesible de la música de Mercury Rev empezó a desaparecer.
El primer disco del grupo tras la marcha de Baker, See You on the Other Side (1995), fue una obra de transición; y el lanzamiento en 1998 del aclamado Deserter's Songs (que incluía colaboraciones de Garth Hudson y Levon Helm de The Band) convirtió a Mercury Rev en inesperadas estrellas del pop. Las voces agudas de Donahue y el concentrarse en canciones melódicas dieron un nuevo aire al material del grupo y una mayor popularidad. Deserter's Songs incluyó tres singles que subieron al top 40 de las listas inglesas ("Goddess on a Hiway", "Delta Sun Bottleneck Stomp" y "Opus 40"), y fue el disco del año 1998 para la revista NME. El siguiente álbum, All Is Dream, publicado en 2001, logró llegar al top 20 de la lista inglesas, gracias a que el sencillo "The Dark is Rising" alcanzó el puesto 16 en las mismas listas de ventas.
El esperado disco de Mercury Rev, The Secret Migration, se editó el 24 de enero de 2005. A continuación se publicó el recopilatorio The Essential Mercury Rev: Stillness Breathes 1991-2006 (2006) y la banda sonora Hello Blackbird del film Bye Bye Blackbird.
En 2008, publicaron dos nuevos trabajos, Snowflake Midnight y otro en descarga gratuita a través de su web, Strange Attractor (siendo este instrumental), ambos con un tono bastante más electrónico.
En mayo de 2011, una edición instrumental de Deserter's Songs fue publicada. En el mismo mes, la banda realizó varios conciertos en ciudades de Europa, en los cuales se interpretó el álbum en completo.

## Discografía
Los puestos de las listas de venta son los del Reino Unido; el grupo nunca ha entrado en listas estadounidenses.

### Álbumes
- 1991 - Yerself Is Steam - #200 (reedición: 1999)
- 1993 - Boces - #43
- 1995 - See You on the Other Side - #108
- 1998 - Deserter's Songs - #27 (reedición: 2011) (Versión instrumental: 2011)
- 2001 - All Is Dream - #11
- 2005 - The Secret Migration - #16
- 2008 - Snowflake Midnight
- 2008 - Strange Attractor
- 2019 - Bobbie Gentry’s The Delta Sweete Revisited
- 2024 - Born Horses

### Recopilatorios/Bandas Sonoras
- 2006 - The Essential Mercury Rev: Stillness Breathes 1991-2006
- 2006 - Hello Blackbird (banda sonora de la película Bye Bye Blackbird)
- 2006 - Back To Mine (recopilado por Mercury Rev, incluye un nuevo tema exclusivo "Cecilla's Lunar Expose")

### EP/Singles
- 1992 - Lego My Ego (reeditado junto a Yerself Is Steam)
- 1992 - Car Wash Hair
- 1992 - If You Want Me to Stay
- 1993 - The Hum Is Coming From Her
- 1993 - Chasing a Bee
- 1993 - Bronx Cheer
- 1993 - Something for Joey
- 1995 - Everlasting Arm
- 1995 - Young Man's Stride
- 1998 - Goddess on a Hiway
- 1998 - Delta Sun Bottleneck Stomp #26
- 1999 - Opus 40 #31
- 1999 - Goddess on a Hiway #26 (reedición 1999)
- 1999 - Holes (sólo Australia)
- 2001 - Nite and Fog #47
- 2002 - The Dark Is Rising #16
- 2002 - Little Rhymes #51
- 2004 - Secret for a Song (solo descarga a través de Internet)
- 2005 - In a Funny Way #28
- 2005 - Across yer Ocean #54
- 2008 - Senses on a Fire (solo descarga a través de Internet)